# Liste der Kulturdenkmäler in Weinolsheim
In der Liste der Kulturdenkmäler in Weinolsheim sind alle Kulturdenkmäler der rheinland-pfälzischen Ortsgemeinde Weinolsheim aufgeführt. Grundlage ist die Denkmalliste des Landes Rheinland-Pfalz (Stand: 3. April 2024).

## Einzeldenkmäler
| Bezeichnung                             | Lage                                        | Baujahr                       | Beschreibung | Bild                           |
| --------------------------------------- | ------------------------------------------- | ----------------------------- | --- | ------------------------------ |
| Friedhof                                | Friesenheimer Straße 19 Lage                | Mitte des 19. Jahrhunderts    | Friedhof nach der Mitte des 19. Jahrhunderts angelegt - spätklassizistische Torpfeiler und geschmiedete Gitter - Friedhofskreuz, bezeichnet 1869 - Grabmal Jakob Becker († 1885): Stele mit Blumengehängen - Grabmal Ludwig Becker († 1892): Ädikula - Grabmal Martin Ebling († 1870): antikisch-vegetabile Bekrönung - Grabmal Katharina Elisabethe Lohr geborene Rippel († 1893): Relief mit gebeugter Palme - Grabmal Eva Weisenbach († 1872): Ädikula mit gotisierenden Motiven - Grabmal Familie Ludwig Fruth: segnender Christus nach Bertel Thorvaldsen, um 1950 - Grabmal Christian Schultze: Trauernde, 1940er Jahre - Grabmal J. A. Liebmann: Schauwand mit Flachreliefs, um 1920 | BW                             |
| Evangelische Pfarrkirche                | Gaustraße 6/8 Lage                          | 1898                          | Kalkbruchsteinbau im Rundbogenstil, bezeichnet 1898, zweiachsiger Schulanbau mit Lehrerwohnung | weitere Bilder Fotos hochladen |
| Kriegerdenkmal                          | Gaustraße, gegenüber Nr. 29 Lage            | um 1880                       | Kriegerdenkmal 1870/71, löwenbekrönter reliefierter Obelisk, um 1880 | BW                             |
| Katholisches Pfarrhaus                  | Kirchgasse 4 Lage                           | 1721                          | eingeschossiger barocker Krüppelwalmdachbau, ehemals bezeichnet 1721 | BW                             |
| Katholische Pfarrkirche St. Peter       | Kirchgasse 6 Lage                           | 1727                          | landschaftstypischer barocker Saalbau, bezeichnet 1727, wohl unter Einbeziehung älterer Teile | weitere Bilder Fotos hochladen |
| Kirchhofmauer, Sarkophag und Grabsteine | Kirchgasse, bei Nr. 6 auf dem Kirchhof Lage | ab dem 5. Jahrhundert n. Chr. | Teile der Umfassungsmauer, bezeichnet 1774; spätrömischer Steinsarkophag; reliefierte spätgotische Grabplatte, historisierende Grabsteine | BW                             |